# Cmentarz żydowski w Krośnie
Cmentarz żydowski w Krośnie – cmentarz żydowski założony w drugiej połowie XIX wieku, prawdopodobnie w latach 1860-1870. Cmentarz na powierzchnię około jednego hektara. Cmentarz znajduje się przy ul. Okrzei.
Nekropolia została zdewastowana przez nazistów podczas II wojny światowej – większość nagrobków wyrwano z ziemi i wywieziono. W 1946 roku ocalali z Holocaustu krośnieńscy Żydzi ustawili część macew ponownie na terenie cmentarza.
W czasie II wojny światowej zwożono tu zwłoki pomordowanych. W 1942 roku na cmentarzu izraelickim rozstrzeliwano krośnieńskich Żydów, w grudniu 1942 w masowej mogile pochowano zamordowanych kilkudziesięciu Żydów, w tym jedynego rabina krośnieńskiej gminy żydowskiej Samuela Ozon Führera. Mogiła ta znajduje się w północno-wschodniej części cmentarza. W czasie wojny cmentarz został ograbiony z większości znajdujących się na nim nagrobków.

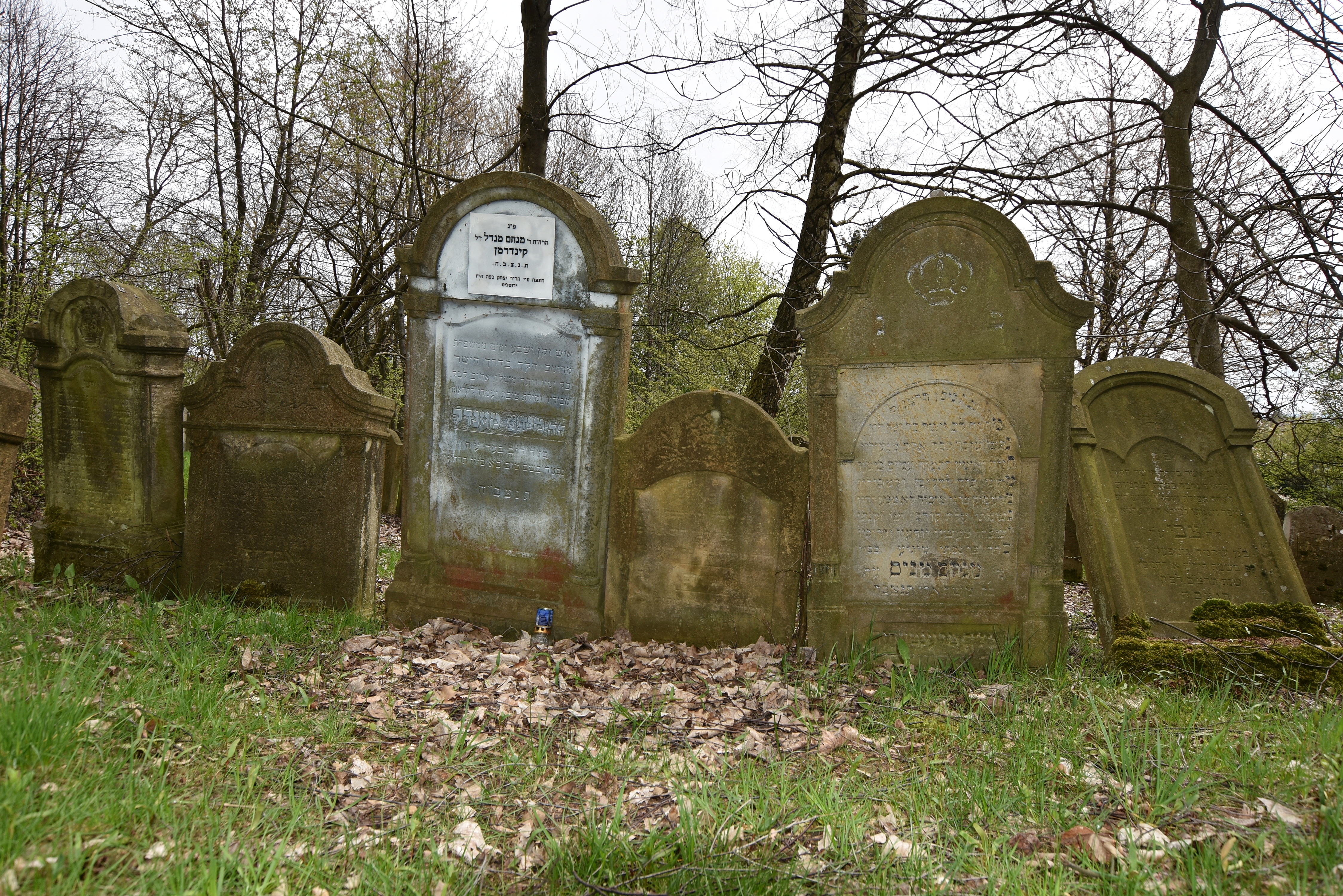
Macewy

Obecnie cmentarz żydowski jest jedynym śladem obecności Żydów w Krośnie. Położony jest na Zawodziu przy ulicy Goszczyńskiego – brama na cmentarz znajduje się od strony ul. ks. Sarny. Na cmentarzu zachowało się około 250 macew w różnym stanie. Najcenniejszy jest pomnik Bernarda Münza z 1930 roku przypominający swym kształtem złamaną jabłoń. Pochowany tu jest m.in. Abraham Dym – radny miasta Krosna z okresu międzywojennego.
W końcu lat osiemdziesiątych cmentarz został częściowo odnowiony i uporządkowany staraniem Fundacji Rodziny Nissenbaumów.
Od 2002 roku cmentarzem opiekuje się Stowarzyszenie „Olszówka” prowadząc prace odnowieniowe – usunięto kilka ton śmieci, wykonano podstawowe prace ogrodnicze, odnowiono bramę, zamieszczono nowe tablice informacyjne, zabezpieczono studnię, wykonano fotograficzną inwentaryzację obiektu, dzięki pracom odkryto około 100 macew, do których wcześniej nie można było podejść, bowiem skrywały je wysokie, gęste zarośla i krzewy. Stowarzyszenie popularyzuje również wiedzę historyczno-kulturową dotyczącą cmentarza i Żydów krośnieńskich organizując zajęcia edukacyjne na terenie cmentarza. Prace odnowieniowe powinny się zakończyć w 2010 roku.
Obecnie krośnieński cmentarz jest jednym z najlepiej utrzymanych cmentarzy żydowskich na Podkarpaciu.